# 同泰北路
同泰北路是中華人民共和國上海市寶山區一條南北走向道路，南起泰和路（上海外環線），北至水產路。長1130米，寬11至16米。該道路原本為農村小路，1920年代改為煤渣路。1927年同濟大學搬遷至附近後改名為同濟路。1930年代，因另一條新的同濟路建成，因此該路根據位於同泰路以北的位置更名為同泰北路。